# Андреа Айфе
Андреа Айфе (нім. Andrea Eife, 12 квітня 1956) — німецька плавчиня.
Срібна медалістка Олімпійських Ігор 1972 року в естафеті 4×100 м вільним стилем. Чемпіонка світу 1973 року в естафеті 4×100 м вільним стилем.